# Colostygia ablutaria
Colostygia ablutaria är en fjärilsart som beskrevs av Jean Baptiste Boisduval 1840. Colostygia ablutaria ingår i släktet Colostygia och familjen mätare. Inga underarter finns listade i Catalogue of Life.